# Михаил Неделчев
Михаил Димитров Неделчев е български учен, литературен историк и теоретик, литературен критик, културолог, есеист и публицист, общественик и политик. Автор е на книги с монографични литературоведски и литературно-исторически изследвания, студии, статии, очерци.

## Биография
Михаил Неделчев е роден на 17 юли 1942 г. в София. Завършва 6-о училище „Граф Игнатиев“ и славянска филология и философия в Софийския държавен университет. След неуспешен опит да направи аспирантура в катедрата по теория на литературата, задълго е литературовед и литературен критик на свободна практика. Редактор е във в. „Литературен фронт“ и сп. „Родна реч“. 15 години работи в отдел „Литературно наследство“ на издателство „Български писател“ (1974 – 1990).

### Научна и творческа дейност
Основните интереси на Неделчев са в областта на българската литературна история, текстологията, литературния, политическия и културния персонализъм, геопоетиката и актуалния литературен живот. Дебютира с публикация върху обществената дейност на д-р Кр. Кръстев в сп. „Литературна мисъл“ (1965).
Михаил Неделчев е автор на книги по проблемите на литературната теория и философия на историята, историята на българската култура и литература, историята на новия български демократически преход. Пише и върху проблемите на някои чужди литератури и култури (руска, полска, сръбска и хърватска, френска; автор на студии върху творчеството на Гюстав Флобер).
Някои от изследванията му целят актуализиране на пренебрегнати, забравени или тенденциозно разглеждани в миналото автори. Редактор е на съчинения на български писатели, критици и поети, издадени през 70-80-те години на ХХ в.

### Академична кариера
От 1999 до 2010 г. Михаил Неделчев е ръководител на департамент „Нова българистика“ в Нов български университет, а след това продължава да ръководи литературноисторическата школа към департамента.
През 2002 г. е хабилитиран като доцент по научната специалност „Теория и история на литературата“. В публичното пространство многократно е наричан „професор“. Причината е, че е избран за професор на Нов български университет през 2008 г., когато този университет провежда процедури в несъгласие с остарелия социалистически модел на ВАК. От 11 ноември 2010 г. Михаил Неделчев е почетен професор на НБУ, по който повод произнася академична лекция на тема „Апология на литературната история“.
През 2005 г. е поканен да изнесе две лекции като гост-преподавател в Санктпетербургския държавен университет, а през 2011 г. участва в XI международна филологическа конференция на университета и в XVI Державински четения. В края на октомври 2009 г. е един от общо 14 български учени, поканени на международната конференция „Русия в многополярния свят: Образът на Русия в България, образът на България в Русия“ в Пушкинския дом в Санкт Петербург.

### Литературоведски и културноисторически идеи
Сред идеите, лансирани от Михаил Неделчев, са идеята за литературния персонализъм, идеята за националния митопоетически текст, идеята за литературно-историческата реконструкция, идеята за двете култури на социализма – на юрнатото време и на стоическата нормалност.
Според Неделчев най-цензурираният български класик е Пенчо Славейков.

### Обществена дейност
- Председател е на Сдружението на български писатели (от 2000 г.).[15]
- Член е на Настоятелството на фондация „Ресурсен център“.
- Член е на Съюза на българските журналисти и на Съюза на преводачите в България.

Във вестник „Век 21“ публикува статии по проблеми на либерализма и радикалдемокрацията.
Участва в създаването на публицистичните сборници „Полски политически пейзаж“, „Холандски политически пейзаж“, „Европейско гражданско образование“ и др.
Взима участие в работата по големи международни проекти, между които:
- създаването на общобалканската поетическа антология (с версии на всички балкански езици) – „Хемус“, с координационен център в Атина;
- „Забранените думи“ (поредица от конференции и общи интернационални разработки) с координационен център в Берлин.

### Политическа дейност
След падането на Берлинската стена и демократичната промяна в България Михаил Неделчев е ангажиран с политическа работа. Активен участник е в създаването на Съюза на демократичните сили през 1989 г. Член е на ръководството на възстановената Радикалдемократическа партия. От края на 1989 г. е заместник-председател по идеологическите въпроси и говорител на РДП. Участва в заседанията на Кръглата маса (1990). Народен представител е в Седмото Велико и XXXVI народно събрание с листата на СДС. През 1990 – 91 г. е политически говорител на Националния координационен съвет на СДС. Председател е на Парламентарната комисия по радио и телевизия в XXXVI НС.
От 1993 г. Неделчев е главен редактор на списание „Демократически преглед“. Председател е на Дружеството за либерално знание и либерални проекти „Гражданин“. Член е на Изпълнителния комитет на Либералния интернационал като постоянен представител на РДП. От юли 1998 г. е съучредител на Либерално-демократичния съюз и негов заместник-председател.

## Трудове

### Литературна история
- „Критически страници“. София: Народна младеж, 1978, 250 с.
- „Социални стилове, критически сюжети“. София: Български писател, 1988, 260 с.
- „Три студии“. София: Нора 2000, 1992, 64 с.
- „Етюди за Яворов“. София: Изд. ателие „Аб“, 1998. (ISBN 954-8786-88-5)
- „Личности на българската литература“. София: Дамян Яков, 1999, 206 с. (ISBN 954-527-110-8)
- „Писатели-преображенци и техни спътници“. София: Дружество „Гражданин“, 1999, 208 с. (ISBN 954-8966-15-8)
- „Размишления по българските работи (Културологическа, политическа и литературоведска публицистика)“. София: Издателска къща „Проф. Петко Венедиков“, 2003, 392 с. (ISBN 954-9870-13-8)[17]
- „Яворов. Литературна личност, истории на книги и стихотворения“. София: Дамян Яков, 2004, 246 с. (ISBN 954-527-258-9)[18][19]
- „Страници за Иван Богданов“. София: Нов български университет, 2009, 56 с. (ISBN 978-954-535-621-6)
- „1910. Спомени от литературната година“. София: Нов български университет, 2010, 72 с. (ISBN 978-954-535-627-8)
- „Апология на литературната история“. София: Нов български университет, 2010, 64 с. (ISBN 978-954-535-655-1)
- „Литературноисторическа реконструкция“. София: Просвета, 2011, 392 с. (ISBN 978-954-01-2546-6)
- „Цензурираните класици“. София: Сиела, 2011, 408 с. (ISBN 978-954-28-1005-6)[20]
- „Двете култури и техните поети“. София: Нов български университет, 2012, 144 с. (ISBN 978-954-535-723-7)[21]
- „Любов и литература“. София: Нора 2000, 2013, 160 с. (ISBN 9789548657142)[22]
- „Яворовата година на траура“. София: Нора 2000, 2014, 34 с. (ISBN 978-954-8357-22-7)[23]
- „Морал и политика. Страници за Тодор Влайков“. София: Нора 2000, 2015, 60 с. ISBN 978-954-8357-24-1.
- „Ефектът на раздалечаването. Студии за литературата на Народна република България“. София: Кралица Маб, 2015, 394 с. ISBN 978-954-533-143-5.
- „Слова за Яворов“. София – Поморие, 2018, 40 с.
- „Как работи литературната история? Т.1: Литературно-исторически обзорни сюжети“. София: Нов български университет, 2019, 432 с. (ISBN 978-619-233-081-1)
- „Как работи литературната история? Т.2: Литературноисторически персоналистични сюжети“. София: Нов български университет, 2021, 1349 с. (ISBN 978-619-233-183-2)

### Политология
- „Участие в политиката: СДС, РДП през 1991 – 1993 г.“ (1993)
- „Раздробяване на наивния консенсус. Критика на политическото и негови медийни образи“. София: Дружество „Гражданин“, 1998.[24][25]
- „Краевековните тъги на България“. София: Изд. ателие „Аб“, 1998. (ISBN 954-737-018-9)
- „Радикалдемократизмът. Опит за либерално политическо поведение в България“. София: Дружество „Гражданин“, 2000, 228 с. (ISBN 954-8966-19-0)

### Съставителство, редакция
- „Проблеми на древната обща история и култ“ (1995),
- „Езикът на желанията“ (1997, посветен на Пол Рикьор),
- „Спасителят. Антология“ (1999).

## Признание и награди
- Национална награда за хуманитаристика „Христо Г. Данов“ (2003) (за книгата „Размишления по българските работи“) [26]
- Специална награда на Салона на изкуствата в НДК (2003)
- Бургаска литературна награда за цялостно творчество „Голям златен Пегас“ (2004)
- Специална награда на Празниците на изкуствата „Аполония“ (2004)
- Национална награда за литературна критика „Иван Радославов и Иван Мешеков“ на катедра „Българска литература“ във Великотърновския университет и община Златарица (2007) [27]
- Национална литературна награда на името на Яворов (2008) [28][29]
- Национална литературна награда „Тодор Влайков“ (2008) [30]
- През 2012 г. е удостоен с орден „Св. св. Кирил и Методий“ I степен.[31]
- През 2018 г. става вторият по ред носител на Наградата за хуманитаристика „Богдан Богданов“[32][33][34]
- На 17 септември 2022 г. на тържествена сесия на Столичния общински съвет е удостоен със званието Почетен гражданин на София.[35][36]